# King Kong (Lied)
King Kong ist ein Lied des deutschen Dancefloor-Projekts E-Rotic.

## Entstehung und Veröffentlichung
King Kong erschien erstmals am 12. November 2001 als Single und war Teil von E-Rotics achtem Studioalbum Sex Generation, das zwei Wochen später am 26. November 2001 erschien. Geschrieben wurde das Lied von David Brandes, John O’Flynn (Bernd Meinunger) und Jane Tempest. Die Produktion erfolgte durch Brandes und Felix J. Gauder.
Diese Single wurde von Lydia Pockaj eingesungen und vom Produzenten David Brandes gerappt. Wie bei E-Rotic üblich, geht es in diesem Lied um Sexualität.

## Version von Shanadoo
Nachdem bereits am 27. Juli 2005 eine Version der japanischen Girlgroup Hinoi Team mit zu einem Liebeslied abgeänderten Text erschienen war, veröffentlichte am 16. Juni 2006 die gleichfalls in Deutschland produzierte japanische Girlgroup Shanadoo eine weitere Coverversion zu King Kong als Single. Das Stück war die Debütsingle der Girlgroup und erschien auf dem Debütalbum Welcome to Tokyo am 1. Dezember 2006. Textlich wurde das Stück im Vergleich zum Original ebenso abgeändert und befasst sich mit dem Thema Liebe. Neben O’Flynn fungiert der japanische Liedtexter Goro Matsui als Koautor. Die Produktion erfolgte erneut durch Brandes, diesmal allerdings eigens durch ihn.
King Kong erreichte in der Version von Shanadoo Rang 15 der deutschen Singlecharts und platzierte sich elf Wochen in den Top 100. In Österreich erreichte die Single in 16 Chartwochen mit Rang 14 seine höchste Chartnotierung. In beiden Ländern konnte sich keine Single der Girlgroup höher oder länger in den Charts platzieren.
| ChartsChartplatzierungen | Höchstplatzierung | Wochen |
| ------------------------ | ----------------- | ------ |
| Deutschland (GfK)        | 15 (11 Wo.)       | 11     |
| Österreich (Ö3)          | 14 (16 Wo.)       | 16     |